# Raión de Ivankiv
Ivánkiv (en ucraniano: Іва́нківський райо́н) es un raión o distrito de Ucrania en el óblast de Kiev. Comprende una superficie de 3.616 km². La capital es el asentamiento de tipo urbano de Ivánkiv.
En este raión se encuentra la zona de alienación de Chernóbil, donde tuvo lugar el accidente nuclear ocurrido en 1986.

## Demografía
Según estimación 2013, contaba con una población total de 30.676 habitantes.

## Otros datos
El código KOATUU es 3222000000. El código postal 07200 y el prefijo telefónico +380 4591.